# Qualificazioni al campionato europeo dei piccoli stati femminile di pallavolo 2017
Le qualificazioni al campionato europeo dei piccoli stati femminile di pallavolo 2017 si sono svolte dal 23 maggio al 24 giugno 2016: al torneo hanno partecipato otto squadre nazionali europee di stati con meno di un milione di abitanti e quattro si sono qualificate al campionato europeo dei piccoli stati 2017.

## Regolamento

### Formula
Le squadre hanno disputato una fase a gironi con formula del girone all'italiana: le prime due classificate di ogni gironi si sono qualificate per il campionato europeo dei piccoli stati 2017 (anche la nazionale del paese organizzatore, nonostante già qualificata, ha partecipato alle qualificazioni: nel caso in cui questa si classifichi tra le prime due del proprio girone, viene ripescata la terza classificata di quel girone).

### Criteri di classifica
Se il risultato finale è stato di 3-0 o 3-1 sono stati assegnati 3 punti alla squadra vincente e 0 a quella sconfitta, se il risultato finale è stato di 3-2 sono stati assegnati 2 punti alla squadra vincente e 1 a quella sconfitta.
L'ordine del posizionamento in classifica è stato definito in base a:
- Numero di partite vinte;
- Punti;
- Ratio dei set vinti/persi;
- Ratio dei punti realizzati/subiti;
- Risultati degli scontri diretti.

## Squadre partecipanti
- Cipro
- Fær Øer
- Irlanda
- Irlanda del Nord
- Islanda
- Liechtenstein
- Lussemburgo
- Scozia

## Torneo
| Girone A      | Girone B         |
| ------------- | ---------------- |
| Cipro         | Irlanda del Nord |
| Fær Øer       | Islanda          |
| Irlanda       | Lussemburgo      |
| Liechtenstein | Scozia           |

### Girone A

#### Risultati
| 23 maggio 2016 Tórshavnar Ittrottar, Tórshavn Durata: 1h:21 - Spettatori: 60  | Liechtenstein | 0 - 3 | Cipro         | 19-25, 16-25, 21-25        |
| 23 maggio 2016 Tórshavnar Ittrottar, Tórshavn Durata: 1h:03 - Spettatori: 400 | Fær Øer       | 3 - 0 | Irlanda       | 25-8, 25-12, 25-11         |
| 24 maggio 2016 Tórshavnar Ittrottar, Tórshavn Durata: 1h:07 - Spettatori: 40  | Cipro         | 3 - 0 | Irlanda       | 25-12, 25-9, 25-12         |
| 24 maggio 2016 Tórshavnar Ittrottar, Tórshavn Durata: 1h:13 - Spettatori: 550 | Liechtenstein | 0 - 3 | Fær Øer       | 15-25, 15-25, 21-25        |
| 25 maggio 2016 Tórshavnar Ittrottar, Tórshavn Durata: 1h:06 - Spettatori: 50  | Irlanda       | 0 - 3 | Liechtenstein | 14-25, 7-25, 10-25         |
| 25 maggio 2016 Tórshavnar Ittrottar, Tórshavn Durata: 1h:45 - Spettatori: 600 | Cipro         | 3 - 1 | Fær Øer       | 25-21, 25-14, 19-25, 25-13 |

#### Classifica
| Pos | Squadra       | Pt | G | V | P | SV | SP | Ratio | PF  | PS  | Ratio |
| --- | ------------- | -- | - | - | - | -- | -- | ----- | --- | --- | ----- |
| 1   | Cipro         | 9  | 3 | 3 | 0 | 9  | 1  | 9.000 | 244 | 162 | 1.506 |
| 2   | Fær Øer       | 6  | 3 | 2 | 1 | 7  | 3  | 2.333 | 223 | 176 | 1.267 |
| 3   | Liechtenstein | 3  | 3 | 1 | 2 | 3  | 6  | 0.500 | 182 | 181 | 1.005 |
| 4   | Irlanda       | 0  | 3 | 0 | 3 | 0  | 9  | 0.000 | 95  | 225 | 0.422 |

### Girone B

#### Risultati
| 24 giugno 2016 Gymnase Coque, Lussemburgo Durata: 1h:22 - Spettatori: 30  | Islanda          | 3 - 0 | Scozia           | 25-21, 25-14, 25-16        |
| 24 giugno 2016 Gymnase Coque, Lussemburgo Durata: 1h:03 - Spettatori: 110 | Lussemburgo      | 3 - 0 | Irlanda del Nord | 25-18, 25-11, 25-7         |
| 25 giugno 2016 Gymnase Coque, Lussemburgo Durata: 1h:03 - Spettatori: 40  | Scozia           | 3 - 0 | Irlanda del Nord | 25-13, 25-4, 25-11         |
| 25 giugno 2016 Gymnase Coque, Lussemburgo Durata: 1h:49 - Spettatori: 140 | Islanda          | 3 - 1 | Lussemburgo      | 21-25, 25-19, 25-17, 25-17 |
| 26 giugno 2016 Gymnase Coque, Lussemburgo Durata: 1h:03 - Spettatori: 30  | Irlanda del Nord | 0 - 3 | Islanda          | 8-25, 13-25, 6-25          |
| 26 giugno 2016 Gymnase Coque, Lussemburgo Durata: 1h:50 - Spettatori: 150 | Scozia           | 3 - 1 | Lussemburgo      | 25-23, 16-25, 25-23, 25-20 |

#### Classifica
| Pos | Squadra          | Pt | G | V | P | SV | SP | Ratio | PF  | PS  | Ratio |
| --- | ---------------- | -- | - | - | - | -- | -- | ----- | --- | --- | ----- |
| 1   | Islanda          | 9  | 3 | 3 | 0 | 9  | 1  | 9.000 | 246 | 157 | 1.566 |
| 2   | Scozia           | 6  | 3 | 2 | 1 | 6  | 4  | 1.500 | 218 | 194 | 1.123 |
| 3   | Lussemburgo      | 3  | 3 | 1 | 2 | 5  | 6  | 0.833 | 244 | 223 | 1.094 |
| 4   | Irlanda del Nord | 0  | 3 | 0 | 3 | 0  | 9  | 0.000 | 91  | 225 | 0.404 |

## Squadre qualificate
| Squadra     | Qualificazione  |
| ----------- | --------------- |
| Cipro       | 1ª nel girone A |
| Fær Øer     | 2ª nel girone A |
| Lussemburgo | 3ª nel girone B |
| Scozia      | 2ª nel girone B |